# Івамі
Провінція Івамі (яп. 石見国 — івамі но куні, «країна Івамі»; 石州 — секісю, «провінція Івамі») — історична провінція Японії у регіоні Тюґоку на заході острова Хонсю. Відповідає західній частині сучасної префектури Сімане.
Провінція Івамі була утворена у 7 столітті. Її адміністративний центр знаходився у сучасному місті Хамада. З 13 по 16 століття провінцією почергово володіли роди Ямана, Оуті та Морі.
Віддавна провінція Івамі славилася родовищами заліза і міді. Остання була багата на домішки срібла, яке японці навчилися видобувати з 14 століття. Найвідомішою срібною копальнею провінції був Івамі ґіндзан. За спогадами єзуїтських місіонерів 16 століття східно-азійська економіка того часу, фактично, трималася на японському сріблі.
У період Едо (1603—1867) провінція Івамі належала родині Кіккава. Однак срібні копальні перебували під прямим контролем центральної влади — сьоґунату Токуґава.
У 1871 році в результаті адміністративної реформи, провінція Івамі разом із провінцією Ідзумо були об'єднані у префектуру Сімане.

## Повіти провінції Івамі
- Ано 安濃郡
- Каноасі 鹿足郡
- Нака 那賀郡
- Німа 邇摩郡
- Міно 美濃郡
- Ооті 邑知郡